# 6e division d'infanterie (France)
Pour les articles homonymes, voir 6e division.
La 6e division d'infanterie est une division d'infanterie de l'armée de terre française qui a participé à la Première Guerre mondiale et à la Seconde Guerre mondiale.

## Les chefs de la6edivisiond'infanterie
- 1812 : Général Taupin
- 12 avril 1882 : Général Hartung
- 18 janvier 1883 - 31 janvier 1883 : Général Thibaudin
- 3 mars 1883 - 15 décembre 1883 : Général Millot
- 5 janvier 1884 - 12 février 1885 : Général Japy
- 21 février 1885 : Général du Guiny
- 7 février 1888 - 24 décembre 1889 : Général Cramezel de Kerhué
- 15 octobre 1890 - 19 juillet 1891 : Général Dionno
- 4 décembre 1891 - 29 décembre 1894 : Général Zeude
- 31 décembre 1894 : Général Noëllat
- 20 janvier 1904 : Général Malafosse
- 13 janvier 1906 - 31 mai 1908 : Général Joffre
- 17 juin 1908 - 15 mai 1909 : Général Goiran
- 22 mai 1909 - 17 octobre 1911 : Général Faurie
- 12 novembre 1911 - 9 avril 1914 : Général Desoille
- 21 mai 1914 : Général Bloch

Durant la Première Guerre mondiale
- 31 août 1914 - 20 octobre 1914 : Général Pétain
- 6 novembre 1914 : Général Jacquot
- 30 avril - 6 décembre 1916 : Général Pont
- 2 mai 1917 : Général de Barescut
- 2 mai 1917 : Général Poignon
- 11 février 1918 : Général Naulin

Durant l'entre-deux-guerres
- 11 octobre 1921 - 28 août 1923 : Général Andrieu

Durant la Seconde Guerre mondiale
- 02 septembre 1939 - 23 juin 1940 Général Auguste Eugène Lucien

## Principaux engagement de la Révolution à 1914

### Révolution et Empire
- 1813 : Bataille de Leipzig (1813)

## Première Guerre mondiale

### Composition
Mobilisée dans la 3e région.
5e régiment d’infanterie d'août 1914 à mai 1917
24e régiment d’infanterie d'août 1914 à novembre 1918
28e régiment d’infanterie d'août 1914 à novembre 1918
119e régiment d’infanterie d'août 1914 à novembre 1918
5e régiment d'infanterie territoriale d'août 1918 à novembre 1918

### Historique

#### 1914
- 6 – 13 août : transport par V.F. dans la région d'Amagne.
- 9 – 13 août : couverture sur la Meuse entre le château de Bellevue et Nouvion-sur-Meuse.
- 13 – 24 août : mouvement, par Signy-le-Petit, vers la Sambre, atteinte vers Charleroi.

22 - 23 août : engagée dans la bataille de Charleroi : combats vers Anderlues, Leernes et au sud de Charleroi.
- 24 août – 6 septembre : repli, par Anor, vers le sud de Guise.

29 août : engagée dans la Bataille de Guise : combat de Courjumelles.
30 août : continuation du repli, par Barenton-Bugny et Verneuil, jusque dans la région de Montceaux-lès-Provins.
4 septembre : combat au nord-est de Montmirail, vers la ferme Marlet.
- 6 – 13 septembre : engagée dans la première bataille de la Marne.

6 – 10 septembre : bataille des Deux Morins : combats de Champfleury et des Châtaigniers. À partir du 10, poursuite, par Jaulgonne et Muizon, jusqu'au nord-Ouest de Reims.
- 13 septembre 1914 – 27 avril 1915 : engagée dans la 1re bataille de l'Aisne : combats vers Loivre et le Godat ; puis, stabilisation du front et occupation d'un secteur vers le Godat et l'ouest de Loivre

12 - 14 octobre : attaques françaises vers la ferme Sainte-Marie et vers Loivre.
1er novembre : front étendu, à gauche, jusqu'à la cote 108.
3 – 4 novembre : violents combats au Godat et à Sapigneul.
16 février 1915 : éléments engagés dans l'attaque du bois de Luxembourg, Guerre des mines à la cote 108.

#### 1915
- 27 avril – 9 mai : retrait du front et repos vers Rosnay.
- 9 mai – 17 juin : transport par V.F., de la région de Fismes, dans celle de Longueau, puis transport par camions dans celles de Fosseux ; stationnement.

16 juin : tenue prête pour intervenir dans la 2e bataille d'Artois ; non engagée.
- 17 juin – 3 juillet : transport par camions dans la région de Gouy-en-Servins ; stationnement.
- 3 – 17 juillet : mouvement vers le front, puis occupation d'un secteur au nord de Neuville-Saint-Vaast.
- 17 juillet – 3 août : retrait du front et repos au sud-est de Saint-Pol-sur-Ternoise.
- 3 – 24 août : mouvement vers le front et occupation d'un secteur vers Neuville-Saint-Vaast et au nord.
- 24 août – 21 septembre : retrait du front au sud-est de Saint-Pol ; instruction.
- 21 septembre – 8 octobre : mouvement vers le front et occupation d'un secteur au nord de Neuville-Saint-Vaast. Engagée, le 25 septembre, dans la 3e bataille d'Artois : violents combats vers la falaise de Vimy ; puis, occupation et organisation du terrain conquis.
- 8 – 21 octobre : retrait du front et repos vers Rebreuve-Ranchicourt. À partir du 20, transport par V.F. dans la région de Moreuil.
- 21 octobre – 12 décembre : mouvement vers le front et occupation d'un secteur vers Frise et Foucaucourt-en-Santerre (en liaison avec l'armée britannique) : guerre de mines.
- 12 décembre 1915 – 10 janvier 1916 : retrait du front ; repos et instruction vers Domart-sur-la-Luce.

#### 1916
- 10 janvier – 28 février : mouvement vers le front, puis occupation d'un secteur vers Andechy et Maucourt, étendu à droite, le 15 février, jusqu'à l'Avre.

21 février : attaque allemande par gaz.
- 28 février – 28 mars : retrait du front, transport par camions dans la région de Cœuvres-et-Valsery ; repos et travaux.
- 28 mars – 8 avril : transport par V.F. dans la région de Sainte-Menehould.

3 avril : mouvement, par Triaucourt, vers celle de Verdun.
- 8 avril – 6 mai : engagée dans la bataille de Verdun, vers l'étang de Vaux et le sud de Damloup.

11 - 13 avril : attaques allemandes.
- 6 – 26 mai : retrait du front puis regroupement vers Villotte-devant-Saint-Mihiel ; repos.
- 26 mai – 7 juin : mouvement vers le nord ; engagée dans la bataille de Verdun, vers la ferme Thiaumont et l'étang de Vaux

1er juin : attaque allemande.
- 7 – 26 juin : retrait du front et repos vers Ligny-en-Barrois.
- 26 juin – 30 novembre : mouvement vers le front, et occupation d'un secteur vers Dompcevrin et le sud de Vaux-lès-Palameix, étendu à gauche, le 23 septembre, jusqu'au nord du bois Loclont.

15 novembre : mouvement de rocade, et occupation d'un nouveau secteur vers Kœur-la-Grande et Dompcevrin.
- 30 novembre 1916 – 11 janvier 1917 : retrait du front, repos vers Pierrefitte-sur-Aire.

12 décembre : mouvement vers la région de Verdun.
15 décembre : participation (avec la 133e D.I.) à la 1re bataille offensive de Verdun, vers Bezonvaux.
20 décembre : occupation d'un secteur vers Bezonvaux et Vaux-devant-Damloup.

#### 1917
- 11 janvier – 29 mai : retrait du front. Repos vers Vavincourt, puis instruction vers Rembercourt-aux-Pots.

28 janvier : mouvement par étapes vers Gondrecourt ; instruction.
25 février : mouvement vers Vaucouleurs ; travaux de 2e position dans la région de Lunéville (forêt de Parroy et de Champenoux).
26 mars : transport par V.F. vers Esternay ; repos vers Condé-en-Brie et Montmirail, puis, à partir du 12 avril, vers Château-Thierry.
15 avril : Bataille du Chemin des Dames, mouvement vers Fismes : tenue prête à intervenir ; non engagée.
22 avril : mouvement vers Fère-en-Tardenois (repos), puis vers Coincy.
12 mai : mouvement vers la région de Bézu-Saint-Germain. À partir du 16, repos et instruction dans celle de Jouarre.
- 29 mai – 16 juin : mouvement vers Vaux-castille. À partir du 31 mai, occupation d'un secteur vers l'épine de Chevregny et le Panthéon.

6 juin : engagement violent.
- 16 – 26 juin : retrait du front et repos dans la région Grand-Rozoy, Le Plessier-Huleu.
- 26 juin – 12 juillet : occupation d'un secteur vers la ferme d'Hurtebise et la ferme de la Bovelle.
- 12 – 31 juillet : retrait du front ; repos vers Fismes.
- 31 juillet – 15 août : occupation d'un secteur vers la ferme d'Hurtebise et la ferme de la Bovelle.
- 15 août – 2 septembre : retrait du front, puis transport par V.F. de Fère-en-Tardenois dans la région de Montdidier ; repos.
- 2 septembre 1917 – 15 janvier 1918 : mouvement vers le front, et occupation d'un secteur vers Urvillers et Dallon.

#### 1918
- 15 janvier – 4 mars : retrait du front (relève par l'armée britannique) ; transport par V.F. de Ribécourt et de Noyon vers Arcis-sur-Aube, puis repos et instruction au camp de Mailly.

25 février : mouvement vers Brienne-le-Château.
3 mars : transport par V.F. dans la région de Mairy-sur-Marne.
- 4 mars – 18 juin : mouvement vers le front, puis occupation d'un secteur vers les Mamelles et la cote 193, déplacé à gauche, le 1er juin vers Tahure et la ferme Navarin.

21 mars : attaque allemande.
- 18 – 24 juin : retrait du front et transport par V.F. dans la région de Compiègne.
- 24 juin – 28 août : occupation d'un secteur vers la ferme Porte et Saint-Maur.

9 juillet : éléments engagés dans une attaque locale vers la ferme Porte.
10 août : engagée dans la 3e bataille de Picardie : combats et progression dans la région Lassigny, Canny-sur-Matz.
- 28 août – 17 septembre : retrait du front ; repos vers Ressons-sur-Matz, puis vers Noyon.

8 septembre : mouvement vers Château-Thierry ; repos vers Charly.
- 17 – 21 septembre : occupation d'un secteur vers Saint-Mard et l'ouest de Villers-en-Prayères.
- 21 – 29 septembre : retrait du front, mouvement vers la région de Fismes ; puis repos dans celle de Fère-en-Tardenois.
- 29 septembre – 6 novembre : mouvement vers le front ; occupation d'un secteur de combat vers Glennes et le nord-est de Baslieux-lès-Fismes.

30 septembre : engagée dans la bataille de Saint-Thierry : progression, par les régions de Beaurieux et de Craonne, vers Sissonne. Puis, organisation des positions conquises, à l'est de Sissonne.
- 6 – 11 novembre : retrait du front ; repos vers Sissonne.

### Rattachements
Affectation organique : 3e CA d'août 1914 à novembre 1918
- 1re armée

10 – 28 mai 1917
- 2e armée

29 mars 1916 – 26 février 1917
- 3e armée

28 mars 1916
15 août 1917 – 18 janvier 1918
18 juin – 8 septembre 1918
- 4e armée

19 janvier – 17 juin 1918
- 5e armée

2 août 1914 – 7 mai 1915
9 septembre – 11 novembre 1918
- 6e armée

20 octobre 1915 – 27 mars 1916
29 mai – 15 juillet 1917
- 8e armée

27 février – 26 mars 1917
- 10e Armée

9 mai 191 octobre 1915
27 mars – 9 mai 1917
16 juillet – 14 août 1917
- Groupe d'armées F

## Seconde Guerre mondiale

### Composition
A la mobilisation, la 6e DI, sous les ordres du général  Auguste Eugène Lucien (Paris 1887 - Bury 1965) est une division de réserve de série A, rattachée à la 3e Armée placée sous les ordres du général Charles-Marie Condé.
Elle se compose de :
Infanterie
- 36e Régiment d'Infanterie
- 74e Régiment d'Infanterie
- 119e Régiment d'Infanterie

Cavalerie
- 13e Groupe de Reconnaissance de Division d'Infanterie

Artillerie
- 43e Régiment d'Artillerie Divisionnaire
- 243e Régiment d'Artillerie Lourde Divisionnaire
- 6e Parc d'artillerie Divisionnaire
- 5e compagnie d’ouvriers d'artillerie

Génie
- 6/1e Compagnie de sapeurs-mineurs
- 6/2e Compagnie de sapeurs-mineurs

Transmissions
- 6/81e Compagnie télégraphique
- 6/82e Compagnie radio

Train
- 6/3e Compagnie hippomobile
- 106/3e Compagnie automobile

Intendance
- 6/3e Groupe d'exploitation divisionnaire

Santé
- 6e Groupe sanitaire divisionnaire

### Historique
Drôle de guerre
1939
- Septembre-octobre La 6e Division se concentre dans la région de Rethel : Q.G à Chaumont-Porcien. Période d'exercices pour les régiments et de manœuvres divisionnaires effectuées dans le voisinage au camp de Sissonne.
- Octobre-décembre Elle est mise à disposition de la 9e Armée à la frontière Belge, stationnement sur le secteur défensif région Hirson-Anord.
- Fin décembre Elle réintègre la 3e Armée, transfert en Lorraine secteur du Boulay

1940
- Janvier-Mars Elle occupe du 4 janvier au 18 mars 1940, en Lorraine, dans la région de Boulay, le secteur de Creutzwald-Ham-sous-Vasberg à la frontière de la Sarre.Dans l'occupation de ce secteur le 119e régiment tient au centre la petite ville de Creutzwald et ses abords, encadré au sud par le 36e qui tient la forêt de la Houve, chaque régiment envoie un bataillon pour occuper la ligne de résistance en avant de laquelle se trouvent des points d'appui disposés, soit dans des maisons, soit en plein air et sont tenus par des voltigeurs ; l'ensemble des bataillons portés en avant soutenus par deux batteries de 75 du 43e RAD et une batterie de 155 du 243e RALD forment le détachement avancé de sûreté ; les autres bataillons et le reste de la Division se trouvent derrière la ligne Maginot qui est occupée par sa garnison permanente et dont les compagnies d'intervalles sont fournies par le 160e d'Infanterie de forteresse dont les hommes se reconnaissent à leur béret kaki.Pendant le temps du séjour les hommes de ces petits postes n'avaient qu'à remplir une mission de guetteurs puisqu'en cas d'attaque sérieuse, ils devaient se replier. Leur plus grand ennemi fut l'hiver extrêmement rude puisqu'on enregistra des températures de - 30 ° et que les hommes n'avaient malheureusement rien de l'équipement nécessaire pour le combattre. En avant des points d'appui, les troupes francs multipliaient les sorties explorant sans relâche les taillis et les sentiers de la forêt de Wardt. C'est ainsi qu'au cours d'un raid audacieux effectué le 16 février ils arrivèrent à découvrir les positions allemandes à 3 km, environ en profondeur de la forêt, opération qui eut les honneurs du communiqué coûtant au 47e quelques blessés graves et valut à ses exécutants plusieurs citations, dont trois à l'ordre de l'Armée.

- Fin mars-début mai La 6e DI est mise au repos dans la Woëvre au sud-est de Verdun.

Bataille de France
- 10-21 mai C'est dans les cantonnements de repos aux environs de Fresnes-en-Woëvre et d'Etain que l'alerte du 10 mai trouve les régiments de la 6e  Division, celle-ci est mise à la disposition de la 2e Armée (Huntziger) qui la rattache au 18e Corps. La mission de la 6e Division est de soutenir la 3e division Nord-Africaine qui occupe la rive droite de la Meuse un secteur de la tête de pont entre Montmédy et ce fleuve et de l'aider à reprendre la position dominante d'Inor occupée le 15 mai par les Allemands. La contre-offensive déclenchée au matin du 16 est très dure, une attaque du 74e est stoppée par les mitrailleuses ennemies faute d'appui suffisant d'artillerie. Par contre un bataillon du 36e opérant par les hauts réussit à pousser jusqu'à la ferme Soirie mais au prix de pertes sérieuses. Cette progression inquiète toutefois l'ennemi et l'amène à déclencher une action offensive sur tout le front occupé par la 3e Division africaine et la gauche de la Division voisine. Cette contre-attaque rejette le 36e de la ferme Soirie et permet à l'ennemi de prendre pied dans la région du sud-ouest de l'ouvrage de la Ferté. Tout danger est cependant écarté au cours de cette journée par l'entrée en ligne de la 6e Division dont tous les éléments rejoignent et viennent s’imbriquer dans la 3e. Dès le lendemain le secteur sera partagé entre les deux divisions ; la 6e en prendra la partie est, un renfort puissant est d'ailleurs fourni par la mise à la disposition du 18e Corps du 41e  bataillon de Chars B venant de Stonne.Du 17 au 22 mai des combats acharnés se dérouleront pour reprendre Inor, la cote 311, défendre les villages de Lizy-sur-Chiers et tendre la main à la garnison de l'ouvrage de La Ferté. Le 119e s'y distingue tout particulièrement et obtient une citation à l'ordre de la 2e Armée. Des reconnaissances arrivent dans la journée du 21 mai, ce sont les officiers de la 3e division Nord-Africaine qui la nuit suivante viennent relever les nôtres de cet enfer de Lisy, relève qui s'effectue au pas de course sous une pluie d'orage et des rafales d'obus.

- 22 mai -10 juin La 6e Division est dès le lendemain envoyée sur la rive gauche de la Meuse défendre nos positions dans le secteur de Sommanthe, Vaux-en -Dieulet, Saint-Piermont qu'elle organise par des travaux hâtivement exécutés et où elle peut repousser avec pertes plusieurs tentatives ennemies. Le 10 juin encore au cours de la journée toutes les grandes unités massées entre le Chêne et la Meuse (35e, 36e, 6e division d'infanterie, 1re Division Coloniale) se maintiennent en place et améliorent en certains points leurs positions. Depuis quinze jours les violents efforts déployés par l'ennemi pour s'emparer sur la Hoche sont restés vains et en fin de journée une attaque de chars légers allemands est stoppée par le 119e, les engins de tête étant cloués sur place et incendiés, destruction qui jette le désarroi parmi les suivants qui n'insistent pas.Mais la situation générale de nos armées entraîne le repli dans ce secteur ; dans la nuit même il faut décrocher.
- 11-22 juin À partir du 10 juin au soir est organisé le repli. Ce sera donc pour les régiments de la 6e Division la dernière phase de leur campagne. De nouveaux morts et de nouveaux blessés vont jalonner la route qui les mènera jusqu'au sud de Toul. Les 21-22 juin après avoir fait leur devoir jusqu'au sacrifice complet, en encerclés et mis dans l'impossibilité de manœuvrer, les débris de ses régiments sont obligés de cesser le combat. Avant la reddition le drapeau du 36e régiment d'infanterie a été détruit sur ordre, celui du 119e régiment d'infanterie a pu, dans une camionnette de liaison, traverser les lignes et être mis en sécurité au dépôt du 151e Régiment d'Infanterie en Avignon. Celui du 74e régiment d'infanterie caché dans une maison de Golbey( Vosges) où il est découvert en 1989. En un mois de guerre, le 36e d'Infanterie a eu 14 officiers tués et blessés, les pertes en hommes, tués et blessés se montant à environ 400. Au 119e régiment, 224 officiers, sous-officiers et soldats sont morts pour la France en ces journées.

Libération

#### 1944
En 1944, la 6e DI est reconstituée à partir de volontaires FFI et participe à la réduction des poches de résistance de la Wehrmacht sur la côte atlantique, sous le commandement du général Larminat. Elle occupe le secteur de Rochefort.

### Sources et bibliographie
- AFGG, vol. 2, t. 10 : Ordres de bataille des grandes unités : divisions d'infanterie, divisions de cavalerie, 1924, 1092 p. (lire en ligne).
- Drapeaux et Étendards de Régiments Normands et Bretons, de Xavier Pringuet, préfacé par le Général de C.A du Vigier, Edition du Comité de Liaison Inter fédérale des Amicales Régimentaires